# Helen Hyde
Helen Hyde (6. dubna 1868 Lima, New York – 13. května 1919) byla americká leptařka a gravírářka.

## Životopis
Narodila se v Limě v New Yorku, ale během dospívání žila v Kalifornii. Ve dvanácti letech započala své umělecké vzdělání. Po smrti jejího otce v roce 1882 žila v San Franciscu. Zde studovala na California School of Design. K zaměření se na japonskou kulturu ji mimo jiné inspiroval vliv americké impresionistky Mary Cassatt. Odstěhovala se do Japonska, kde studovala techniky dřevotisku, například u Emila Orlika. V roce 1914 se vrátila zpět do Spojených států, kde žila až do své smrti v roce 1919.